# روري بست
روري بست (بالإنجليزية: Rory Best)‏ هو لاعب اتحاد الرغبي بريطاني، ولد في 15 أغسطس 1982 في Craigavon Borough Council ‏ في المملكة المتحدة.

## وصلات خارجية
- روري بست عل موقع إسبنسكروم (الإنجليزية)
- روري بست على موقع ItsRugby.co.uk (الإنجليزية)